# Palácio do Bom Retiro

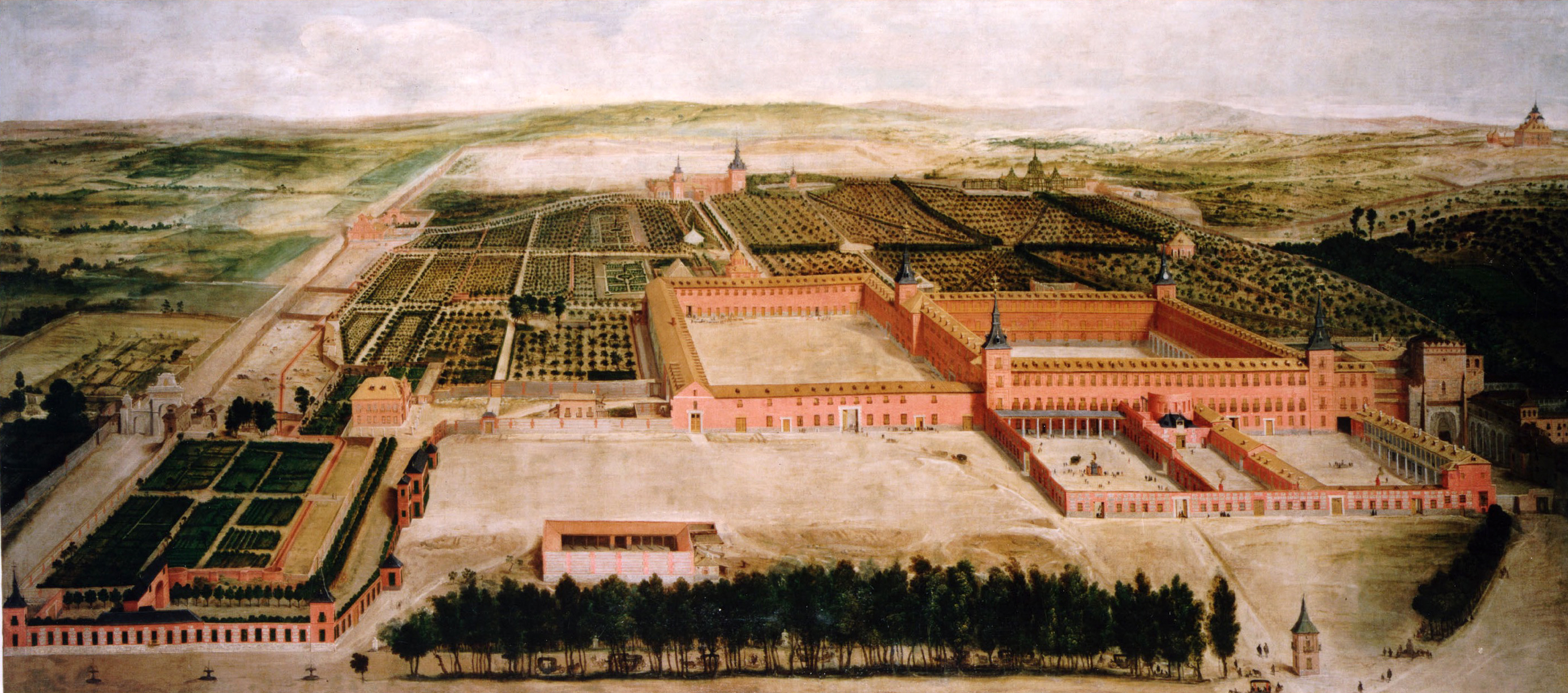
O Palácio do Bom Retiro numa pintura do século XVII.

O Palácio do Bom Retiro (Palacio del Buen Retiro em espanhol) foi um conjunto arquitectónico de grandes dimensões localizado em Madrid, na Espanha. Foi projectado pelo arquitecto Alonso Carbonell (1590 - 1660), a mando do rei Filipe IV, como segunda residência, e também de local de lazer; daí o nome escolhido, Bom Retiro. Foi construído no, então, limite oriental da cidade. Actualmente é conhecido pelos poucos vestígios que ficaram dele e pelos ainda preservados jardins do Bom Retiro.

## História
O rei Filipe IV tinha o costume de hospedar-se ocasionalmente nuns aposentos anexos ao Convento de San Jerónimo el Real, os quais recebiam o nome de Cuarto Real. A razão para isso pode encontrar-se no gosto do monarca em passeios nas imediações do edifício pertencente ao Conde-Duque de Olivares.
Olivares, com a intenção de agradar ao rei, projectou em 1629 e começou a construir em 1630 uma série de salões e quartos como extensão do Cuarto Real; o produto final viria a ser chamado de Palácio do Bom Retiro. A edificação do palácio não foi algo projectado desde o início, mas a sua construção durou sete anos, até 1640, durante os quais foram sendo acrescentados anexos de forma sucessiva. Uma vez terminado, o palácio tinha mais de 20 edifícios e duas grandes praças exteriores, as quais eram usadas para festas de índole diversa. O conjunto palaciano estava rodeado por uma grande extensão de jardins e lagos, dado o carácter lúdico dos mesmo. O rei passava nesta sua segunda residência somente alguns dias por ano, geralmente durante o Verão, mas mesmo assim foi feita uma importante campanha para dotar este palácio de um nível artístico ornamental à altura do próprio Real Alcázar de Madrid, a residência habitual do monarca. A escassez de pinturas antigas no mercado levou à encomenda de extensas séries a pintores de Roma e Nápoles, o que requereu medidas por parte de embaixadores e restantes funcionários ao serviço de Filipe IV. Parte dos ditos quadros subsiste no Museu do Prado; destacam-se várias paisagens de Claude Lorrain, Nicolas Poussin e Gaspard Dughet, cenas bíblicas de Massino Stanzione e numerosos quadros da Roma Antiga, de Giovanni Lanfranco, entre outros autores.

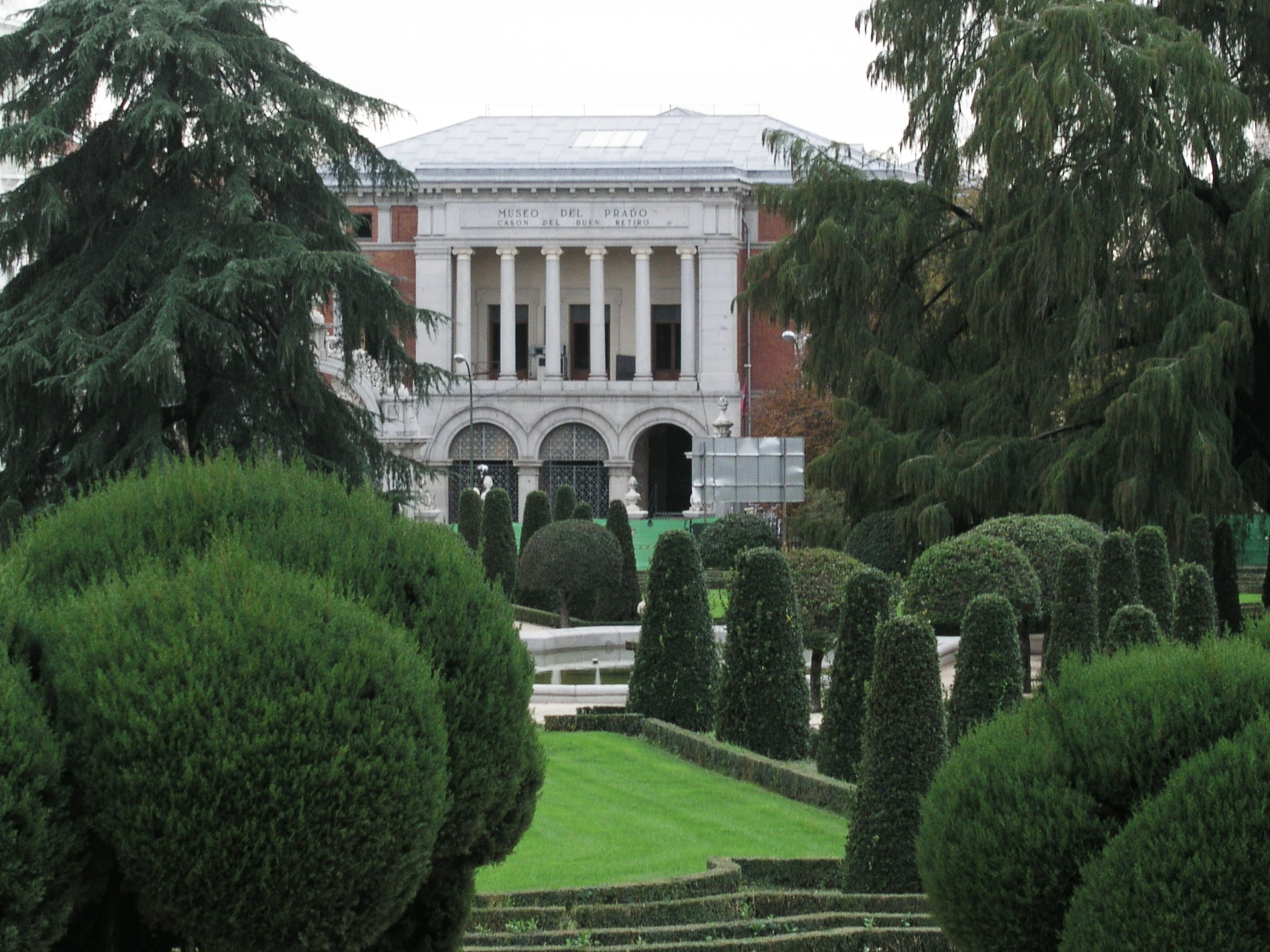
O Casarão do Bom Retiro, a parte restante do palácio.

Para o Salão dos Reinos (actual Museu do Exército), foi encomendada uma série comemorativa de triunfos militares espanhóis, para a qual Velázquez contribuiu com o seu famoso quadro "Las lanzas". Outros quadros da série, muito inferiores aos anteriores, devem-se a Zurbarán, António de Pereda, Juan Bautista Maíno e Vicente Carducho.
A baixa qualidade da construção e também dos materiais utilizados ditou o fim desde palácio. Durante a Guerra Peninsular, em 1808, as tropas francesas acantonadas em Madrid transformaram o palácio e os edifícios anexos em quartel. O paiol de pólvora foi colocado nos jardins, e para isso foi construído um fortim. o que destruiu irreparavelmente esta zona. Esse período degradou profundamente todo o complexo, incluindo os jardins; quando Isabel II, depois da guerra, tentou ordenar a sua restauração, deparou-se com a impossibilidade de poder prosseguir com esse processo, restando como única opção a sua demolição quase total.

## Casarão, Salão dos Reinos e Jardins do Bom Retiro

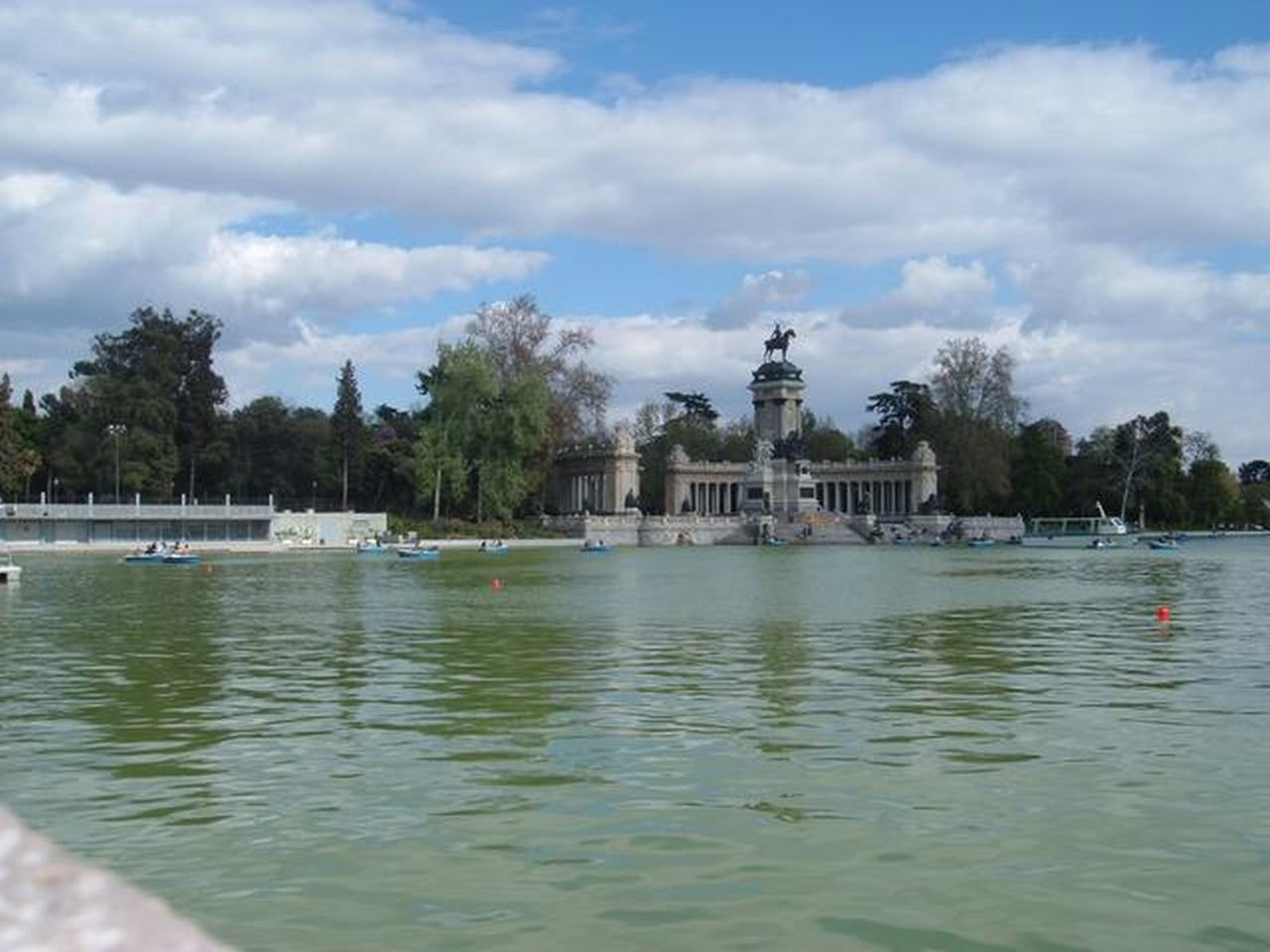
Lago dos jardins do Bom Retiro.

Paradoxalmente, o que atualmente ainda está em funcionamento são os jardins, apesar do actual Parque do Retiro não ter nada em comum com o traçado e elementos originais do jardim e do palácio originais, até pelo facto de a área do complexo ter sido reduzida a metade.
Além dos jardins, restaram duas partes do antigo Palácio do Bom Retiro, atualmente em processo de adaptação para sedes complementares do Museu do Prado. São elas:
- O Salão dos Reinos, que estava instalado na ala norte do palácio, e que albergou no passado o Museu do Exército, antes da sua deslocalização para o Alcázar de Toledo;

- O Salão de Baile, conhecido como Casarão do Bom Retiro, o qual acolhe, desde a década de 1970, parte da colecção das obras novecentistas do Museu do Prado.

Ambos os edifícios sofreram profundas alterações relativamente ao projecto inicial.